# Full Speed Ahead (album de Ganafoul)
Albums de Ganafoul
Saturday Night
(1977) Side 3
(1979)
Singles
1. Full Spead Head
Sortie : 1978

Full Spead Ahead est le deuxième album studio du groupe de hard rock français, Ganafoul. Il est sorti en octobre 1978 sur le label français Crypto et a été produit par Jean Claude Pognant.

## Historique
Pour son deuxième album, le groupe retourne à Angers dans les studios de Richard Loury. L'enregistrement se déroula entre le mois d'août et septembre 1978. Petit changement de personnel, Yves Rotacher quitte le groupe au début de l'été, il sera remplacé par Bernard Antoine. Ce dernier apprendra le répertoire du groupe en écoutant les cassettes alors que ce-dernier se rendait pour une série de concerts en Bretagne. Rotacher rejoindra peu de temps après, Factory, un autre groupe de rock originaire de Givors.
Cet album, le plus abouti selon Jack Bon, se vendra bien en France entre 20 000 et 30 000 exemplaires seront écoulés,. Ceci grâce au fait que le groupe est continuellement sur la route, car la promotion du label Crypto est minime. Cette fois-ci le groupe se classa à la troisième place des meilleures groupes français (derrière Téléphone et Ange) dans le referendum des lecteurs du magazine consacré au rock, Best.
Le groupe sera épaulé par deux choristes de premier choix, Robert "Little Bob" Piazza du groupe Little Bob Story et Fabienne Shine du groupe Shakin' Street. Le groupe tournera intensément en France et donnera aussi quelques concerts en Belgique et en Allemagne.

## Liste des titres
Face 1
| No | Titre                | Auteur                | Durée |
| -- | -------------------- | --------------------- | ----- |
| 1. | Full Spead Ahead     | Jack Bon              | 3:50  |
| 2. | Nothing More         | Bon, Jean-Yves Astier | 4:27  |
| 3. | I'm a King Bee       | James Moore           | 3:27  |
| 4. | Dealing Your Love    | Bon                   | 3:25  |
| 5. | Waiting for the Show | Bon, Astier           | 3:53  |

Face 2
| No | Titre            | Auteur               | Durée |
| -- | ---------------- | -------------------- | ----- |
| 6. | Rock Gutter      | Bon, Yves Rotacher   | 4:48  |
| 7. | King Size Killer | Bon                  | 5:15  |
| 8. | Trying So Hard   | Bon                  | 5:07  |
| 9. | Far from Town    | Bon, Bernard Antoine | 3:42  |

## Musiciens
- Jack Bon: chant, guitares
- Jean-Yves Astier: basse, chœurs
- Bernard Antoine: batterie, percussions

Invités
- Robert "Little Bob" Piazza: chœurs
- Fabienne Shine: chœurs